# Zones d'administration locale d'Australie-Occidentale

Les zones d'administration locales d'Australie-Occidentale.

Il y a 141 (ou 140 ou 142 selon les sources) zones d'administration locale en Australie-Occidentale si l'on tient compte des deux comtés que sont le comté de l'île Christmas et le comté des îles Cocos. Les fonctions de ces administrations sont régies par le Local Government Act 1995.
Ces zones sont réparties en trois catégories suivant leur type d'habitat:
- Les cités (Cities) (pour les grandes villes et quelques grands centres urbains)
- Les villes (Towns) (pour les petites villes de l'intérieur et trois gros bourgs ruraux)
- Les comtés (Shires) (pour les zones rurales ou en périphérie des villes).

Il existait autrefois deux types de conseils locaux:
- les municipalités (Municipalities) pour les villes et les bourgs,
- les road boards pour les autres zones qui n'avaient en charge que l'entretien des routes.

Le 1er juillet 1961, tous les road boards sont devenus des comtés et les municipalités sont devenues des villes.

## Liste des différentes zones d'administration locales
| Nom                             | Siège du Conseil        | Créé en                                                               | Origine | Superficie  | Carte |
| ------------------------------- | ----------------------- | --------------------------------------------------------------------- | --- | ----------- | ----- |
| Cité d'Albany                   | Albany                  | 1998                                                                  | "Albany Municipal Council" (1871 - plus tard "Ville d'Albany") et "Albany Road Board "(1896 - par la suite "Comté d'Albany") ont fusionné le 1er juillet 1998 pour former la "Cité d'Albany". | 4 312 km²   |       |
| Cité d'Armadale                 | Armadale                | 1985                                                                  | Avant 1894, la région faisait partie du "Canning Road District". En 1894, le "Kelmscott Road Board" fut créé et renommé en "Armadale-Kelmscott Road Board" en 1910. Devint "Ville d'Armadale"" le 1er juillet 1979 puis "Cité d'Armadale" le 16 novembre 1985. | 559,5 km²   |       |
| Comté d'Ashburton               | Tom Price               | 1972                                                                  | "Ashburton Road Board" (1887) et "Tableland Road Board" (1896) ont fusionné le 27 mai 1972 pour former le "Comté de Pilbara-Ouest" devenu comté d'Ashburton en décembre 1987. | 101 240 km² |       |
| Comté d'Augusta-Margaret River  | Margaret River          | 1891                                                                  | "Augusta Road Board" (1891) fut renommé en Augusta-Margaret River en 1926. | 2 243 km²   |       |
| Ville de Bassendean             | Bassendean              | 1975                                                                  | "West Guildford Road Board" (1901) fut renommé "Bassendean" en 1922. Devint une "Ville" en 1975. | 10,4 km²    |       |
| Cité de Bayswater               | Morley                  | 1983                                                                  | "Bayswater Road Board" (1897) devint une "Cité" le 29 octobre 1983. | 32,8 km²    |       |
| Cité de Belmont                 | Belmont                 | 1983                                                                  | Le "Belmont Road Board" (1898) devint une "Cité" le 17 février 1979. | 39,8 km²    |       |
| Comté de Boddington             | Boddington              | 1925                                                                  | Un "Marradong road board" avait été créé à Marradong 8 km au sud en 1903, mais le conseil fut transféré à Boddington en 1925 après l'arrivée du chemin de fer et la construction de maisons en dur. Fut renommé en Comté de Boddington le 1er juillet 1961. | 1 900 km²   |       |
| Comté de Boyup Brook            | Boyup Brook             | 1896                                                                  | "Upper Blackwood Road Board" (1896) fut renommé Boyup Brook le 1er juillet 1961. | 2 838 km²   |       |
| Comté de Bridgetown-Greenbushes | Bridgetown              | 1970                                                                  | "Nelson Road Board" (1887 - renommé Bridgetown en 1917) et "Greenbushes Road Board" (1900) ont fusionné le 26 mars 1970. | 1 340 km²   |       |
| Comté de Brookton               | Brookton                | 1906                                                                  | | 1 602 km²   |       |
| Comté de Broome                 | Broome                  | 1918                                                                  | "Broome Municipal Council" (1904-1918) et "Broome Road Board" (novembre 1901, fusionné avec "West Kimberley Road Board" en 1908) ont fusionné en 1918 | 55 795 km²  |       |
| Comté de Broomehill-Tambellup   | Tambellup               | 2008                                                                  | Le comté de Broomehill a fusionné avec le comté de Tambellup en 2008 | 2 609 km²   |       |
| Comté de Bruce Rock             | Bruce Rock              | 1918                                                                  | "East Avon Road Board" (1913) fut renommé "Bruce Rock" en 1918. | 2 726 km²   |       |
| Cité de Bunbury                 | Bunbury                 | 1979                                                                  | En 1871, fut créé le "Bunbury Municipal Council" puis en 1899 le "Bunbury Suburban Road Board" (qui devint le "Bunbury Road Board" en 1908). Les deux ont fusionné en 1950, et ont obtenu le statut de "Cité" en 1979. | 65,7 km²    |       |
| Comté de Busselton              | Busselton               | 1951                                                                  | "Busselton Municipal District" (1871) et "Sussex Road District" (1871) ont fusionné en 1951. | 1 455 km²   |       |
| Ville de Cambridge              | Floreat                 | 1993                                                                  | La région faisait autrefois partie de la "Nedlands municipality", créée en 1901 et qui fut absorbée par la Cité de Perth en 1915. En 1993 le gouvernement de l'État décida d'éclater la "Cité de Perth" en créant à côté d'une "Cité de Perth" de taille réduite trois autres zones: Ville de Vincent, Ville de Cambridge et Ville de Victoria Park. | 22 km²      |       |
| Cité de Canning                 | Cannington (en)         | 1978                                                                  | Quand le "Canning Road Board" a été créé en 1871, il couvrait une vaste zone au sud-est de Perth. Le 1er juillet 1907, il a été partagé en "Queen's Park Municipal District" et "Gosnells Road Board" (qui devint par la suite la Cité de Gosnells). En 1921, Queen's Park a été renommé "Canning Road Board" et deux ans après il a reçu une grande partie des terres de "Jandakot Road Board" lors de sa suppression. Le 1er juillet 1961, "Canning Road Board" est devenu un Comté. En 1970, il a pris le statut de "Ville" et en 1978 celui de "Cité".                                           | 64,8 km²    |       |
| Comté de Capel                  | Capel (en)              | 1907                                                                  | Capel fut créé en 1894 sous le nom de "Bunbury Road Board". En 1907, il fut renommé "Comté de Capel". | 554 km²     |       |
| Comté de Carnamah               | Carnamah                | 1923                                                                  | Le "Carnamah Road Board" fut créé à partir de zones retirées aux Irwin et Mingenew Road Boards en 1923. Le 19 avril 1962, il perdit les 3/5 de sa superficie quand le Comté de Coorow fut créé | 2 834 km²   |       |
| Comté de Carnarvon              | Carnarvon               | 1965                                                                  | L'actuel Comté de Carnarvon fut créé en trois entités: le "Carnarvon Municipal District" avec la ville de Carnavon créé en 1891; le "Lower Gascoyne Road Board" (1887) et le "Minilya Road Board" (1893). En 1911, les deux Road Boards fusionnèrent pour former le "Gascoyne-Minilya Road Board". Le 1er mars 1965, les deux unités fusionnèrent à leur tour. | 53 000 km²  |       |
| Comté de la vallée Chapman      | Nabawa                  | 1958                                                                  | Le "Upper Chapman Road Board" fut créé en 1901. En 1958, il devint le "Chapman Valley Road Board". | 4 007 km²   |       |
| Comté de Chittering             | Bindoon                 | 1896                                                                  | Créé sous le nom de "Chittering Road Board" en 1896. | 1 222 km²   |       |
| Comté de l'île Christmas        | Christmas Island        | 1992                                                                  | L'île était autrefois territoire britannique mais la souveraineté en fut transférée à l'Australie en 1945. Le 1er juillet 1992, fut mis en place par le gouvernement fédéral le Territories Law Reform Act qui appliqua les lois de l'Australie-Occidentale à l'île. Le Comté fut alors créé et les premières élections eurent lieu en mai 1993. | 136,7 km²   |       |
| Town de Claremont               | Claremont               | 1898                                                                  | Le "Claremont Municipal Council" fut créé en 1898. | 4,9 km²     |       |
| Cité de Cockburn                | Spearwood               | 1979                                                                  | Le "Fremantle Road Board" (1871) fut créé sur la zone au sud de Fremantle. En 1923, il récupéra une grande partie de "Jandakot Road Board" quand celle-ci fut supprimée. En 1955, il devint le "Cockburn Road Board" (puis le Comté). En 1970 la zone devint une "Ville" et le 26 octobre 1979 une "Cité". | 167,5 km²   |       |
| Comté des îles Cocos            | Home Island             | 1992                                                                  | Au XIXe siècle, les îles Cocos appartenaient au roi des îles Cocos sous la protection de la Grande-Bretagne. Le 23 novembre 1955 le contrôle en fut transféré à l'Australie. En 1978, l'Australie racheta les îles à la famille régnante. Le 1er juillet 1992, Le gouvernement fédéral australien mit en application le Territories Law Reform Act en soumettant les îles aux lois de l'Australie-Occidentale. Une ordonnance créa le comté des Cocos qui remplaça le gouvernement précédent. Les premières élections eurent lieu en mai 1993.                                                       | 14,1 km²    |       |
| Comté de Collie                 | Collie                  | 1951                                                                  | "Collie Road Board" (1900) et "Collie Municipal District" (1901) ont fusionné le 2 mars 1951 pour former le "Collie Coalfields Road Board". Devenu le "Collie Shire Council" le 1er juillet 1961. | 1 711 km²   |       |
| Comté de Coolgardie             | Coolgardie              | 1921                                                                  | "Coolgardie Municipal Council" (1894) et "Coolgardie Road Board" (1896) ont fusionné à la fin de 1921. | 30 400 km²  |       |
| Comté de Coorow                 | Coorow                  | 1962                                                                  | La région faisait partie de "Carnamah Road Board". Le 19 avril 1962, le "Comté de Coorow" fut créé. | 4 194 km²   |       |
| Comté de Corrigin               | Corrigin                | 1914                                                                  | De 1891 à 1913, différentes parties du Comté appartenaient aux Morambine, Pingelly, Greenhills Brookton Road Boards. Le "Kunjinn Road Board" (1913) fut renommé Corrigin en 1914 après un changement de siège. | 3 095 km²   |       |
| Ville de Cottesloe              | Cottesloe               | 1907                                                                  | Le "Cottesloe Road Board" fut créé en 1895 et devint un "Municipal Council" en 1907. | 3,9 km²     |       |
| Comté de Cranbrook              | Cranbrook               | 1926                                                                  | Le "Cranbrook Road Board" fut créé en 1926. | 3 390 km²   |       |
| Comté de Cuballing              | Cuballing               | 1902                                                                  | Le "Cuballing Road Board" fut créé en 1902. | 1 195 km²   |       |
| Comté de Cue                    | Cue                     | 1912                                                                  | Cue existait au départ sous deux entités: le "Cue Road Board" (1895) et le "Daydawn Municipal Council"(1894). En 1912, ils fusionnèrent pour former le "Cue-Daydawn Road Board", qui fut renommé Cue en 1930. | 13 716 km²  |       |
| Comté de Cunderdin              | Cunderdin               | 1894                                                                  | Le "Meckering Road Board" (1894) fut renommé Cunderdin en 1944. | 1 864 km²   |       |
| Comté de Dalwallinu             | Dalwallinu              | 1916                                                                  | À l'origine la région faisait partie des "Moora" et "Upper Irwin Road Boards". En 1916, le "Dalwallinu Road Board" fut créé. | 7 235 km²   |       |
| Comté de Dandaragan             | Baie Jurien             | 1890                                                                  | Le "Dandaragan Road Board" fut créé en 1890. | 6 716 km²   |       |
| Comté de Dardanup               | Eaton                   | 1894                                                                  | Le "Dardanup Road Board" fut créé en 1894. | 518 km²     |       |
| Comté de Denmark                | Denmark                 | 1911                                                                  | Le "Denmark Road Board" fut créé en 1911. | 1 842 km²   |       |
| Comté de Derby-West Kimberley   | Derby                   | 1884                                                                  | Le "West Kimberley Road Board" (1884) fut renommé en 1983. | 104 080 km² |       |
| Comté de Donnybrook-Balingup    | Donnybrook              | 1970                                                                  | Le "Upper Capel Road Board" (1899 - renommé Balingup en 1905) et le "Preston Road Board" (1896 - renommé Donnybrook en 1961) ont fusionné le 26 mars 1970. | 1 560 km²   |       |
| Comté de Dowerin                | Dowerin                 | 1911                                                                  | Le "Dowerin Road Board" fut créé en 1911. | 1 847 km²   |       |
| Comté de Dumbleyung             | Dumbleyung              | 1909                                                                  | Le "Dumbleyung Road Board" fut créé en 1909. | 2 540 km²   |       |
| Comté de Dundas                 | Norseman                | 1929                                                                  | Le "Dundas Road Board" (1895) fusionna avec une partie d'"Esperance road board" pour devenir le "Norseman Road Board" en 1918, mais reprit le nom de Dundas en 1929. | 93 179 km²  |       |
| Ville de Fremantle Est          | East Fremantle          | 1897                                                                  | L' "East Fremantle Municipal Council" fut créé en 1897. | 3,1 km²     |       |
| Comté d'Esperance               | Esperance               | 1908                                                                  | Le "Esperance Road Board" (1895) et le "Esperance Municipal Council" (1895) ont fusionné en 1908. | 42 450 km²  |       |
| Comté d'Exmouth                 | Exmouth                 | 1964                                                                  | Exmouth faisait partie au départ du Comté de Carnarvon. Le comté d'Exmouth fut créé le 1er janvier 1964 | 6 261 km²   |       |
| Cité de Fremantle               | Fremantle               | 1929                                                                  | Le "Fremantle Municipal Council" (1971) fut transformé en "Cité" le 3 juin 1929 - la deuxième dans l'État après Perth. | 18,86 km²   |       |
| Cité de Geraldton-Greenough     | Geraldton               | 2008                                                                  | Il résulte de la fusion de la ville de Geraldton avec le comté de Greenough | 1 798 km²   |       |
| Comté de Gingin                 | Gingin                  | 1903                                                                  | "Gingin Road Board" (1893) et "Gingin Municipal Council" (1893) ont fusionné en 1903. | 3 325 km²   |       |
| Comté de Gnowangerup            | Gnowangerup             | 1912                                                                  | Gnowangerup fut créé en 1912 en récupérant une partie de l'est des Broomehill et Tambellup Road Boards. | 4 268 km²   |       |
| Comté de Goomalling             | Goomalling              | 1927                                                                  | En 1927, le "Goomalling Road Board" fut créé à partir d'une partie des Wyalkatchem et Mount Marshall Road Boards. | 1 845 km²   |       |
| Cité de Gosnells                | Gosnells                | 1977                                                                  | "Gosnells Road Board" fut créé sur les cendres de "Canning Road Board" le 1er juillet 1907. En 1923, il récupéra les terres de "Jandakot Road Board". En 1955, il fut nommé "Cockburn Road Board". Le 1er juillet 1973 il devint une "Ville" et quatre ans plus tard une "Cité". | 128 km²     |       |
| Comté de Halls Creek            | Halls Creek             | 1915                                                                  | Le "Kimberley Goldfields Road Board" (1887) fut renommé "Halls Creek Road Board" en 1915. | 143 030 km² |       |
| Comté de Harvey \|Harvey        | 1894                    | Le "Brunswick Road Board" (décembre 1894) fut renommé Harvey en 1909. | 1 728 km² |             |       |
| Comté de Haute-Gascoyne         | Gascoyne Junction       | 1887                                                                  | Le Comté de Haute-Gascoyne fut créé en 1887. | 57 939 km²  |       |
| Comté d'Irwin                   | Dongara                 | 1897                                                                  | Le "Irwin Road Board" fut créé en 1871 et en 1916 il s'agrandit d'une grande partie de l'"Upper Irwin Road Board" peu avant sa dissolution. Dans les années 1920, les futurs comtés de Carnamah et de Three Springs furent retirés du comté d'Irwin. | 2 223 km²   |       |
| Comté de Jerramungup            | Jerramungup             | 1982                                                                  | Le "Jerramungup Road Board" fut créé en 1982 sur une partie du territoire du Comté de Gnowangerup. | 6 540 km²   |       |
| Cité de Joondalup               | Jondalup                | 1998                                                                  | Jusqu'en 1998, la région faisait partie de la Cité de Wanneroo. Une commission indépendante proposa de créer une nouvelle zone en dehors de la zone côtière de Wanneroo et la "Cité de Joondalup" vit le jour le 1er juillet 1998. | 98,9 km²    |       |
| Comté de Kalamunda              | Kalamunda               | 1897                                                                  | Le "Darling Range Road Board" (1897) fut renommé Comté de Kalamunda le 1er juillet 1961. | 324,2 km²   |       |
| Cité de Kalgoorlie-Boulder      | Kalgoorlie              | 1989                                                                  | | 95 228 km²  |       |
| Comté de Katanning              | Katanning               | 1892                                                                  | Le "Katanning Road Board" fut créé en 1892. | 1 523 km²   |       |
| Comté de Kellerberrin           | Kellerberrin            | 1908                                                                  | Le "Kellerberrin Road Board" (1908) comprenait au départ de grandes parties des actuels comtés de Tammin, Wyalkatchem et Trayning. | 1 917 km²   |       |
| Comté de Kent                   | Nyabing                 | 1922                                                                  | Le "Kent Road Board" Kent 1922. De 1955 à 1972, il porta le nom de Nyabing-Pingrup. | 6 552 km²   |       |
| Comté de Kojonup                | Kojonup                 | 1871                                                                  | Le "Kojonup Road Board" fut créé en 1871. | 2 932 km²   |       |
| Comté de Kondinin               | Kondinin                | 1925                                                                  | Le "Kondinin Road Board" fut créé à partir de terres des "Roe Road Board", "Corrigin Road Board" et "Narembeen Road Board" le 19 juin 1925. | 7 376 km²   |       |
| Comté de Koorda                 | Koorda                  | 1927                                                                  | En 1927, le "Koorda Road Board" fut créé à partir de terres appartenant aux Wyalkatchem et Mount Marshall Road Boards. | 2 835 km²   |       |
| Comté de Kulin                  | Kulin                   | 1918                                                                  | Le "Roe Road Board" (1918)fut renommé en "Kulin Road Board" en 1926. | 4 714 km²   |       |
| Ville de Kwinana                | Kwinana                 |                                                                       | | 118 km²     |       |
| Comté de Lake Grace             | Lake Grace              | 1961                                                                  | Le "Lake Grace Road Board" fut créé en 1922. | 10 379 km²  |       |
| Comté de Laverton               | Laverton                | 1906                                                                  | Le "Mount Margaret Road Board" fut créé en 1906. Il absorba la "Mount Morgans municipality" en 1913 et en 1925 reçut une partie des zones l'environnant en particulier de Lawlers. En 1950 il prit le nom de Laverton | 183 198 km² |       |
| Comté de Leonora                | Leonora                 | 1898                                                                  | Leonora fit partie au départ du "North Coolgardie Road Board" quand cette entité fut créée en 1898. La ville de Leonora devint une "municipalitie" en 1900. En 1912, le "North Coolgardie Road Board" fut dissous et les Mount Malcolm, Kookynie et Menzies Road Boards furent créés. Mount Malcolm absorba le "Leonora Municipal Council" en 1917 et devint le "Leonora-Mount Malcolm Road Board". En 1929, un district voisin, Lawlers, fut dissous et partagé entre Mount Margaret (le futur Comté de Laverton) et Leonora-Mount Malcolm qui fut plus simplement renommé Leonora un an plus tard. | 31 743 km²  |       |
| Cité de Mandurah                | Mandurah                | 1990                                                                  | Mandurah faisait partie du "Murray Road District" jusqu'au 1er septembre 1949 où il devint indépendant. Il devint successivement comté en 1961, "Ville" le 1er juillet 1987 et "Cité" le 14 avril 1990. | 174 km²     |       |
| Comté de Manjimup               | Manjimup                | 1909                                                                  | La région fut d'abord partagée entre les Plantagenet, Wellington et Sussex Road Districts en 1871. Plus tard elle sera comprise dans le Nelson Road Board District. le 3 juillet 1908, le "Warren Road Board" fut créé et en 1925 devint le Manjimup. | 7 027 km²   |       |
| Comté de Meekatharra            | Meekatharra             | 1909                                                                  | Le "Meekatharra Road Board" fut créé en 1909. | 99 973 km²  |       |
| Cité de Melville                | Booragoon               | 1968                                                                  | En 1900, le "East Fremantle Road Board" fut créé et renommé l'année suivante "Melville Road Board". En 1923, il récupéra une grande partie de "Jandakot Road Board" quand celui-ci fut supprimé. En 1962 le comté devint une "Ville" et en 1968 une "Cité". | 52,73 km²   |       |
| Comté de Menzies                | Menzies                 | 1895                                                                  | Le "Menzies Municipal Council" fut créé en 1895. Il fut incorporé au "North Coolgardie Road Board" en 1912 puis éclaté la même année en 3 secteurs: Menzies, Kookynie et Mt Malcolm Road Boards. En 1918, Kookynie fut absorbé par Menzies. | 128 353 km² |       |
| Comté de Merredin               | Merredin                | 1921                                                                  | Le "Merredin Road Board" fut créé en 1921. | 3 300 km²   |       |
| Comté de Mingenew               | Mingenew                | 1901                                                                  | Le comté de Mingenew faisait partie de l'"Upper Irwin Road Board" en 1901 qui couvrait un territoire beaucoup plus vaste. En 1919, il devint à peu près l'actuel comté et fut appelé le "Mingenew Road Board". | 1 927 km²   |       |
| Comté de Moora                  | Moora                   | 1908                                                                  | Le "Moora Road Board" fut créé en 1908 à partir d'une portion du Comté de Victoria Plains. | 3 767 km²   |       |
| Comté de Morawa                 | Morawa                  | 1928                                                                  | Le "Morawa Road Board" fut créé en 1928. | 195 km²     |       |
| Ville de Mosman Park            | Mosman Park             | 1962                                                                  | Le "Buckland Hill Road Board" fut créé en 1899. De 1909 à 1930, il fut appelé "Cottesloe Beach Road Board". Il devint "Mosman Park Road Board" en 1937 et devint une "ville" en 1962. | 4,3 km²     |       |
| Comté de Mount Magnet           | Mount Magnet            | 1896                                                                  | "Mount Magnet" fut créé en 1896 comme "municipalité", la région environnante fut créée en "Road Board" en 1901. Les deux fusionnèrent en octobre 1918 | 13 877 km²  |       |
| Comté de Mount Marshall         | Bencubbin               | 1923                                                                  | En 1923, le "Mount Marshall Road Board" fut créé à partir de terrains prélevés aux comtés de Trayning et de Nungarin. | 10 189 km²  |       |
| Comté de Mukinbudin             | Mukinbudin              | 1933                                                                  | Au départ, Mukinbudin faisait partie de "Merredin Road Board". En 1921, le "Nungarin Road Board" fut créé et en 1933 Mukinbudin, qui avait pris de l'importance dans l'intervalle, fut transféré dans sa propre région. | 3 437 km²   |       |
| Comté de Mullewa                | Mullewa                 | 1911                                                                  | Le "Comté de Mullewa" fut créé en 1911 | 10 707 km²  |       |
| Comté de Mundaring              | Mundaring               | 1903                                                                  | Le "Greenmount Road Board "(1903) fut renommé "Mundaring Road Board" en 1934. | 644,9 km²   |       |
| Comté de Murchison              | Pas de siège du Conseil | 1875                                                                  | Le "Murchison Road Board" fut créé en 1875. | 41 173 km²  |       |
| Comté de Murray                 | Pinjarra                | 1887                                                                  | Le "Murray Road Board" fut créé en décembre 1887. | 1 711 km²   |       |
| Comté de Nannup                 | Nannup                  | 1890                                                                  | Le "Lower Blackwood Road Board" (renommé en "Nannup Road Board" en 1925) fut créé en 1890. | 2 935 km²   |       |
| Comté de Narembeen              | Narrembeen              | 1924                                                                  | Le "Narembeen Road Board" fut créé en 1924. | 3 833 km²   |       |
| Comté de Narrogin               | Narrogin                | 1892                                                                  | Le "Narrogin Road Board" fut créé en 1892. En 1999 et 2004, le projet de fusionnet le comté avec la "Town de Narrogin fut repoussé les deux fois par un référendum | 1 619 km²   |       |
| Ville de Narrogin               | Narrogin                | 1906                                                                  | Le "Narrogin Municipal Council" fut créé en 1906. | 13.1 km²    |       |
| Cité de Nedlands                | Nedlands                | 1959                                                                  | Le "Claremont Road Board" (1893) fut renommé en Nedlands en 1932. Il devint une "municipality" le 1er mars 1956, et une "cité" le 1er juillet 1959. | 20 km²      |       |
| Comté de Ngaanyatjarraku        | Warburton               | 1993                                                                  | Il fut créé le 1er juillet 1993 sur proposition d'une commission des Frontières des gouvernements locaux de 1992. Le Comté de Wiluna fut partagé en deux et sa partie est devint le nouveau comté. | 159 948 km² |       |
| Comté de Northam                | Northam                 | 1871                                                                  | Le "Northam Road Board" fut créé en 1871. | 1 405 km²   |       |
| Ville de Northam                | Northam                 | 1879                                                                  | Le "Northam Municipal Council" fut créé en 1879. | 26 km²      |       |
| Comté de Northampton            | Northampton             | 1887                                                                  | Le "Northampton Road Board" fut créé en 1887. | 13 513 km²  |       |
| Comté de Nungarin               | Nungarin                | 1921                                                                  | Au départ, Nungarin faisait partie du "Kellerberrin Road Board". In 1911, la responsabilité du secteur fut transférée au "Merredin Road Board". En 1921, le Nungarin Road Board fut crééet il s'étendait vers le nord dans l'actuel Comté de Mount Marshall. En 1933 il perdit environ les 3/4 de sa surface pour créer le "Mukinbudin Road District". | 1 164 km²   |       |
| Comté de Peppermint-Grove       | Peppermint Grove        | 1895                                                                  | Le "Peppermint Grove Road Board" fut créé en 1895. | 1,1 km²     |       |
| Comté de Perenjori              | Perenjori               | 1916                                                                  | Le "Perenjori-Morawa Road Board" fut créé en 1916 à partir de terres venant de l'"Upper Irwin Road Board". En avril 1928, l'entité fut séparée en deux, les futurs comté de Perenjori et comté de Morawa. | 8 214 km²   |       |
| Cité de Perth                   | Perth                   | 1856                                                                  | La City of Perth a été créée le 20 septembre 1856. En 1915, elle a fusionné avec les municipalities de Perth-Nord (1901) et de Leederville (1895) puis le 1er novembre 1917 avec celle de Victoria Park. Un an plus tard on a ajouté la localité de Perth Road Board. Le 1er juillet 1994, la Cité de Perth a été partagée en quatre: la nouvelle "Cité de Perth" (beaucoup plus petite que l'ancienne), la Ville de Victoria Park, la Ville de Cambridge et la Ville de Vincent. | 12,7 km²    |       |
| Comté de Pilbara-Est            | Newman                  | 1972                                                                  | "Bamboo Road Board" (1896 - renommé "Marble Bar Road Board" en 1904) et "Nullagine Road Board" (1898) ont fusionné le 27 mai 1972 pour former l'actuel comté de Pilbara-Est. | 379 571 km² |       |
| Comté de Pingelly               | Pingelly                | 1891                                                                  | Le "Moorambine Road Board" (1891) fut renommé Pingelly en 1913. | 1 295 km²   |       |
| Comté de Plantagenet            | Mount Barker            | 1871                                                                  | Le "Plantagenet Road Board" (1871) comprenait au départ une partie de la région Great Southern. | 4 792 km²   |       |
| Ville de Port Hedland           | Port Hedland            | 1989                                                                  | "Pilbara Road Board" (1891 - renommé "Port Hedland Road Board" en 1904) devint un comté en 1961 et une ville le 18 mars 1989. | 10 587 km²  |       |
| Comté de Quairading             | Quairading              | 1922                                                                  | Quairading fit partie au départ de "Greenhills Road Board" créé en 1892 et qui couvrait une vaste zone à l'est de York. En 1913, Greenhills fut éclaté pour donner Avon, East Avon (futur comté de Bruce Rock) et Kunjinn (futur comté de Corrigin). en 1922 le "Avon Road Board" fut renommé Quairading. | 2 018 km²   |       |
| Comté de Ravensthorpe           | Ravensthorpe (en)       | 1900                                                                  | Le "Phillips River Road Board" fut créé en 1900. | 12 872 km²  |       |
| Cité de Rockingham              | Rockingham              | 1988                                                                  | "Rockingham Road Board" fut créé en 1897.Le 12 novembre 1988 elle devient "Cité". | 257,1 km²   |       |
| Comté de Roebourne              | Karratha                | 1910                                                                  | "Roebourne Municipal Council", "Cossack Road Board" et "Roebourne Road Board" furent créés tous trois en 1897. Comme la population de la région déclinait, les trois zones furent fusionnées en 1910. | 15 234 km²  |       |
| Comté de Sandstone              | Sandstone               |                                                                       | | 28 218 km²  |       |
| Comté de Serpentine-Jarrahdale  | Mundijong               | 1894                                                                  | Le "Serpentine Road Board" fut créé en décembre 1894 et en 1913 prit le nom de Serpentine-Jarrahdale. En 1977, il récupéra Byford de la City d'Armadale. | 905 km²     |       |
| Comté de Shark Bay              | Denham                  | 1904                                                                  | Le "Shark Bay Road Board" fut créé en 1904. | 25 423 km²  |       |
| Cité de Perth Sud               | Perth-Sud               | 1959                                                                  | Le "South Perth Road Board" fut créé en 1892 devint une "municipalité" en 1902 et une "cité" en 1959. | 19,8 km²    |       |
| Cité de Stirling                | Stirling                | 1971                                                                  | Le "Perth Road Board" (1871) devint le "Comté de Perth" en 1961 et devint "Cité" en 1971. | 105,2 km²   |       |
| Cité de Subiaco                 | Subiaco                 | 1952                                                                  | Le "Subiaco Municipal Council" fut créé en 1896, et devint une "Cité" le 1er mars 1952. | 7 km²       |       |
| Cité de Swan                    | Midland (en)            | 2000                                                                  | La "Cité de Swan" commença son existence partagée en trois: Guildford Municipal Council, Helena Vale Municipal Council et le Swan Road Board. Le 1er juillet 1961, les zones de Guildford et Swan furent fusionnées dans le comté de Swan-Guildford, tandis que celle de Midland devenait la Ville de Midland. Elles fusionnèrent le 1er avril 1970 devenant le comté de Swan et exactement 30 ans plus tard, le 1er avril 2000 la Cité de Swan. | 1 043 km²   |       |
| Comté de Tammin                 | Tammin                  | 1948                                                                  | Au départ la région faisait partie du "Meckering Road Board" (l'actuel Comté de Cunderdin). en 1948, le "Tammin Road Board" fut créé. | 1 103 km²   |       |
| Comté de Three Springs          | Three Springs           | 1928                                                                  | Le "Three Springs Road Board" fut créé en 1928. | 2 629 km²   |       |
| Comté de Toodyay                | Toodyay                 | 1912                                                                  | Le "Toodyay Road Board" (1871) et le "Newcastle Municipal Council" (1877) ont fusionné en 1912. | 16 934 km²  |       |
| Comté de Trayning               | Trayning                | 1965                                                                  | Au départ, la région était partagée entre les Meckering et Kellerberrin Road Districts. Le 30 juin 1911, le Korrelocking Road Board fut créé, dans les zones de Trayning, Wyalkatchem et une partie de Mount Marshall et Dowerin. Neuf mois plus tard, il fut renommé le "Ninghan Road District". Wyalkatchem éclata en 1920 et Ninghan en 1923, et avec une partie de Nungarin formèrent les Kununoppin-Trayning et Mount Marshall Road Districts. Le 1er juillet 1961, il devint le comté de Trayning-Kununoppin-Yelbeni puis comté de Trayning le 10 septembre 1965.                              | 1 651 km²   |       |
| Ville de Victoria Park          | Victoria Park           | 1994                                                                  | Au départ road board en 1894, devint une "municipality" en 1897 puis fut absorbée par la City de Perth en 1917. Cette dernière fut partagée en quatre en 1994 et une partie devint la "Ville de Shepperton" qui changea de nom par la suite pour son nom actuel. | 17,62 km²   |       |
| Comté de Victoria Plains        | Calingiri               | 1871                                                                  | En 1871, le "Victoria Plains Road Board" fut créée et occupaitune zone qui allait au nord jusqu'à Carnamah et à l'est jusqu'à la frontière avec l'Australie-Méridionale. Ces régions obtiendront progressivement leur propre gouvernement local. | 2 569 km²   |       |
| Ville de Vincent                | Leederville             | 1994                                                                  | Le 1er juillet 1994, l'éclatement de la Cité de Perth donna naissance à trois nouveaux gouvernements locaux: Ville de Vincent, ville de Cambridge et Ville de Victoria Park. | 10,4 km²    |       |
| Comté de Wagin                  | Wagin                   | 1961                                                                  | En 1887, le "Arthur Road Board" fut créé et fut renommé "Wagin Road Board" en 1905. En juillet 1906, la zone fut éclatée en deux, avec "Wagin Municipal Council" pour la ville et "Wagin Road Board" pour le reste de la région. En 1961, elles furent à nouveau réunifiées. | 1 948 km²   |       |
| Comté de Wandering              | Wandering               | 1874                                                                  | Le "Wandering Road Board" fut créé en 1874. | 1 901 km²   |       |
| Cité de Wanneroo                | Wanneroo                | 1998                                                                  | Avant 1902, Wanneroo faisait partie du "Perth Road District" qui allait finalement devenir la Cité de Stirling. Le "Wanneroo Road Board" fut créée en 1902, devint le comté de Wanneroo en 1961 et devint "Cité" le 31 octobre 1985. Le 1er juillet 1998, il perdit les zones côtières de Kinross jusqu'à la nouvelle Cité de Joondalup. Wanneroo redevint un simple comté mais récupéra son statut de "Cité" un an plus tard, le 1er juillet 1999. | 685,8 km²   |       |
| Comté de Waroona                | Waroona                 | 1898                                                                  | Le comté fit d'abord partie du "Murray Road Board" (créé en 1887). En 1898, le "Drakesbrook Road Board" fut créé. Le 19 mai 1961, le "Drakesbrook Road Board" fut renommé Waroona. | 832,2 km²   |       |
| Comté de West Arthur            | Darkan                  | 1896                                                                  | Le "West Arthur Road Board" fut créé en 1896. Son nom est dû à l'ancien "Arthur Road Board" devenu le Comté de Wagin en 1905. | 2 834 km²   |       |
| Comté de Westonia               | Westonia                | 1916                                                                  | Le "Westonia Road Board" fut créé en 1916. | 3 304 km²   |       |
| Comté de Wickepin               | Wickepin                | 1909                                                                  | Le "Wickepin Road Board" fut créé en 1909. | 2 042 km²   |       |
| Comté de Williams               | Williams                | 1871                                                                  | Le "Williams Road Board" fut créé en 1871. | 2 306 km²   |       |
| Comté de Wiluna                 | Wiluna                  | 1909                                                                  | Le "Wiluna Road Board" fut créé en 1909. On 1er juillet 1993, the eastern half of the Shire abutting the State's border with the Northern Territory was incorporated as the Shire of Ngaanyatjarraku. | 184 000 km² |       |
| Comté de Wongan-Ballidu         | Wongan Hills            | 1887                                                                  | Le "Melbourne Road Board" (1887) fut renommé en Wongan-Ballidu en 1926. | 3 369 km²   |       |
| Comté de Woodanilling           | Woodanilling            | 1906                                                                  | Woodanilling fut créé en 1906. | 1 126 km²   |       |
| Comté de Wyalkatchem            | Wyalkatchem             | 1920                                                                  | en 1920, le "Wyalkatchem Road Board" fut créé à partir de terres appartenant aux Ninghan et Dowerin Road Boards. | 1 595 km²   |       |
| Comté de Wyndham-East Kimberley | Kununurra               | 1887                                                                  | Le "East Kimberley Road Board" (1887) fut renommé Wyndham en 1896. Il devint le Comté de Wyndham-East Kimberley le 1er juillet 1961. | 117 514 km² |       |
| Comté de Yalgoo                 | Yalgoo                  | 1896                                                                  | Le premier "Yalgoo Road Board" fut créé en 1896, et fusionné avec le comté de Mullewa en août 1911. Le "Upper Murchison Road Board", créé en 1907, fut renommé Yalgoo en 1912. | 33 258 km²  |       |
| Comté de Yilgarn                | Comté de Southern Cross | 1918                                                                  | Le "Yilgarn Road Board" (1891) et le "Southern Cross Municipal Council" (1892) ont fusionné en 1918. | 30 720 km²  |       |
| Comté de York                   | York                    | 1965                                                                  | Le "York Road Board" (1871) et le "York Municipal Council" (1871) ont fusionné le 15 mars 1965. | 2 133 km²   |       |